# MY Lady of the Lake
Le MY Lady of the Lake est un navire à passagers opérant pour la Ullswater 'Steamers' sur le lac Ullswater situé dans le parc national du Lake District, Comté de Cumbria. Il a été construit en 1877 comme bateau à vapeur, mais a été converti au diesel en 1936.
Il est enregistré comme bateau du patrimoine maritime du Royaume-Uni par le National Historic Ships UK  depuis 1993 et au registre de la National Historic Fleet.

## Histoire
Le Lady of the Lake a été construit, comme son autre sister-ship MY Raven, par T.S. Seath & Co. de Rutherglen près de Glasgow en 1889 pour la Ullswater Steam Navigation Company, prédécesseur des propriétaires actuels. Il peut transporter 110 passagers et il est le plus vieux navire de la flotte Ullswater 'Steamers'.
Il a été transporté en trois tronçons par chemin de fer jusqu'à Penrith puis en charrettes à cheval à Pooley Bridge (en). Il a été réassemblé à Ullswater, où il a été lancé le 26 juin 1877. 
En 1881, Lady of the Lake a coulé au mouillage, mais a été renfloué par une équipe de plongeurs. En 1936, elle a été équipée de moteurs diesel. Le navire a encore coulé en 1958 durant une sévère tempête, mais a été de nouveau renfloué.  En 1965, le navire a été gravement endommagé par un incendie et a été mis hors service pendant 14 ans avant sa remise en état. Il a été relancé le 19 mai 1979 par William Stephen Whitelaw.